# Iecla
Iecla (en castellà i oficialment, Yecla) és un municipi murcià en la comarca de l'Altiplà limítrofa amb el País Valencià. Té 34.404 habitants i limita amb Almansa, Cabdet, Villena, El Pinós, Jumella, Montealegre i Fuentealamo. És molt conegut per la fabricació de mobles i el vi de denominació d'origen. Al seu terme municipal s'hi troba el llogaret catalanoparlant de Raspai, on es parla la variant valenciana de l'idioma.
A part del Raspai, també anomenat El Carxe, el terme municipal conté els nuclis actualment deshabitats del Carrascalejo, els Pinillos, i Quitapellejos, inclòs a la pedania del Raspai.

## Toponímia
El topònim Yecla prové de l'àrab Yakka, que era el nom que rebia la fortalesa allotjada en l'actual Cerro del Castillo Aquest topònim, no obstant això, no és d'origen àrab i és molt possible que provingui de l'arrel preromana.

## Història
Els primers vestigis d'activitat humana es trobaren a la Fuente Principal de la Villa (eines tallades en sílex del Paleolític Superior (uns 30.000 anys aC). Les primeres empremtes de societats agrícoles ens porten al jaciment de la Cueva de los Secos. Però és, sens dubte, el Monte Arabí amb les seues pintures rupestres el millor exponent de l'activitat humana (creencial i artística) entre el  mil·lenni VIII - VI aC, l'art llevantí dels caçadors-recol·lectors, i el VI-II mil·lenni aC, l'art anomenat Esquemàtic dels productors. Ambdós declarats Patrimoni de la Humanitat per la UNESCO el 1998.
Del Neolític o Calcolític (III mil·lenni aC) es troben els jaciments de Las Atalayas, la Sierra del Cuchillo, La Ceja i La Balsa; de l'Edat del Bronze (II mil·lenni aC) s'han localitzat restes a El Arabilejo, Pulpillo, Umbría del Fator, Monte Felipe, Moratillas, Magdalena, Cerro de la Campana, El Serral, El Castellar, Los Roncones i La Chimenea.
De l'època preromana o ibèrica ens trobem amb jaciments com El Pulpillo, El Cerro del Castillo i El Cerro de Los Santos, on se situà un important santuari ibèric. Fou en aquest indret on el pare Carlos Lasalde, al final del segle xix, va localitzar la Dama Oferente o Dama de Iecla, entre una trentena d'escultures de pedra.
De l'època romana és el jaciment de Los Torrejones, que fou, entre el segle i aC i el segle v, el centre administratiu d'una àmplia comarca.
La ciutat de Iecla, com a assentament estable en el lloc que avui ocupa, s'estableix al final del segle xi amb la caiguda del Califat i la instauració dels regnes de Taifes. S'hi construeix un hisn o castell, i es desenvolupa un petit nucli de població a l'abric de les seues defenses, conegut per les fonts escrites àrabs amb el nom de Iakka.
Amb la conquesta castellana a mitjan segle xiii, s'instaura un nou nucli de població al vessant nord del turó. Alfons X el Savi ocupa la plaça l'any 1243.

## Administració
| Legislatura | Nom                                                                          | Grup |
| ----------- | ---------------------------------------------------------------------------- | ---- |
| 1979-1983   | Francisco Guillén Castaño                                                    | PSOE |
| 1983-1986   | Francisco Guillén Castaño                                                    | PSOE |
| 1986-1987   | Vicente Maeso Carbonell                                                      | PP   |
| 1987-1991   | Domingo Carpena Sánchez                                                      | PSOE |
| 1991-1995   | María Cristina Soriano Gil                                                   | PSOE |
| 1995-1999   | Vicente Maeso Carbonell                                                      | PP   |
| 1999-2003   | Vicente Maeso Carbonell                                                      | PP   |
| 2003-2007   | Juan Miguel Benedito Rodríguez                                               | PP   |
| 2007-2011   | Juan Miguel Benedito Rodríguez                                               | PP   |
| 2011-2015   | J. M. Benedito Rodríguez (mort) Marcos Ortuño Soto (des de setembre de 2011) | PP   |

## Demografia
Al llarg del segle xx Iecla patí dos períodes de decadència demogràfica relativament breus i intensos, en les dècades de 1930 i 1950. Després de la recuperació dels setanta, als últims deu anys (1996-2005) ha viscut un creixement regular i prou fort (+8,6% en quatre anys).
| 1900   | 1910   | 1920   | 1930   | 1940   | 1950   | 1960   | 1970   | 1981   | 1991   | 1996   | 2001   | 2007   |
| ------ | ------ | ------ | ------ | ------ | ------ | ------ | ------ | ------ | ------ | ------ | ------ | ------ |
| 18.743 | 22.883 | 25.331 | 26.410 | 22.371 | 24.046 | 20.999 | 20.724 | 25.146 | 27.487 | 28.415 | 30.872 | 35.311 |

Localidades limítrofes
|                       | Nord: Fuente-Álamo, Montealegre del Castillo, Almansa i Cabdet |                    |
| Oest: Jumella, Hellín |                                                                | Est: Villena, Elda |
|                       | Sud: El Pinós                                                  |                    |

## Economia
Iecla des de mitjan segle xix es consolida com a un municipi agrícola, en particular vitivinícola. Els principals cultius de la localitat són vinya, olivera, ametller i cereal.
A mitjan segle xx un nou sector s'apunta a l'expansió de Iecla. Els artesans del vi, «toneleros» i fusters, es bolquen a la indústria del moble. Cal destacar la Fira del Moble, primera del sector a Espanya, i des del 2013 l'única que es dedica completament al moble de tot Espanya.

## Transports
Està aprovada pel Govern d'Espanya l'autovia, A-33 que va des de la Font de la Figuera a Estació de Blanca, i als pressupostos del 2013 ja compta amb finançament propi per al tram que falta per a la seva arribada (Jumella-Iecla) Aquesta autovia té com a prioritat connectar el nord de la regió amb la capital, i posteriorment amb el mediterrani, així com per agilitar el pas de transport, ja que servirà com a eix principal de comunicació de mercaderies entre Andalusia i el litoral mediterrani.
Així mateix, pel Govern regional de Múrcia i el de la Comunitat Valenciana, es construirà l'Autovia Iecla-San Javier, encara que només s'ha fet el tram que va des de San Javier a Zeneta, no arribant fins a l'autovia del Mediterrani (A-7).
Quant a carreteres nacionals, té l'N-344 i diverses vies comarcals.
En èpoques anteriors va disposar d'estació de ferrocarril. En l'actualitat fa ús de l'estació de Villena (a 25 km) que al juny del 2013 té prevista l'obertura de l'estació d'AVE, la qual cosa significa que Iecla estarà a menys de mitja hora d'aquest important mitjà, tant turístic com professional, i de la qual s'espera poder dinamitzar els sectors del turisme i del moble. Això suposa que Iecla serà la primera ciutat de tota la Regió de Múrcia a tenir accés a aquest servei.

## Mitjans de comunicació
Quant als mitjans de comunicació, destaca principalment l'empresa TeleYecla, pertanyent al grup Interfibr, i que és l'únic distribuïdor de televisió per cable local, i que compta amb dos canals de televisió local sent líders en informatius i directes de la comarca. TeleYecla també compta amb una emissora local de radi, referent en informatius i enllaçada a cadena Efe, és distribuïdor capdavanter a Iecla d'Internet i Telefonia fixa. Els seus últims llançaments han estat l'ampliació i reestructuració del seu servei de televisió, l'adquisició de drets de distribució de Telefonia movil i la nova línia de seguretat i videovigilancia.
En premsa destaca el setmanari Siete Días Yecla, d'àmbit local, i que va recollir el testimoni del famós Faro de Yecla. La seva editorial és l'encarregada de lliurar els ja consolidats Premis 7 Días, que s'encarreguen de reconèixer la labor de persones i associacions de Iecla.
En premsa digital destaca el portal d'elperiodicodeyecla.com, que va substituir fa anys a l'edició impresa, i que destaca per la seva informació actualitzada a l'instant, labor que es veu reflectit en les dades de visites que té.
En radio, Iecla compta amb diverses emissores locals, que a excepció de TeleYecla Radio, pertanyen a grups nacionals, i que són Cope Yecla, Onda Cero Yecla, Onda Regional de Múrcia i Radio Yecla-Cadena Dial. També té una emissora musical local de programació pròpia, Onda Musical de Yecla, així com d'altres freqüències pròpies de diverses ràdios regionals i nacionals.

## Cultura
- Plaza Mayor: conjunt monumental renaixentista i barroc, en el cor del centre històric. En aquesta plaça, porticada i presidida per l'edifici de l'Ajuntament (segle xvi), també es troba el Palau de Alarcos, la Llotja, la Torre del Rellotge i l'antic Almodí.
- Teatre Concha Segura: construït entre 1886 i 1890 segons projecte de l'arquitecte Justo Millán, segueix la línia dels coliseus vuitcentistes. Rep el nom de Concha Segura en homenatge a aquesta actriu ieclana.
- Castillo: restes del recinte fortificat de l'antic poblat andalusí de Hisn Yakka. Corona des del segle xi l'anomenat Cerro del Castillo, on s'assenta la ciutat actual.
- Església Vella: aquesta s'engloba com a monument civil i no com a religiós doncs en ella no hi ha ofici des de 1936, any en què va ser saquejada i incendiada en el marc de les revoltes que van tenir lloc després de la cop d'estat del 18 de juliol d'aquest any. Fins a aquest any es va cridar Rectoría del Salvador, antany Parròquia de La nostra Senyora de l'Asunción.
- Basílica de la Purísima: principal temple de la ciutat, construït entre 1775 i 1868 sota cànons neoclàssics molt elegants, sent més coneguda entre la població com a "Església Nova". Grandiós i monumental, l'edifici presenta planta de creu llatina de tres naus separades per arcs de mig punt, girola, capelles entre els contraforts i cúpula semiesfèrica peraltada sobre el creuer; aquest últim element, decorat en espiral amb teula vidriada blava i blanca, és el més representatiu del conjunt i avui constitueix tot un símbol per a la ciutat.
- Santuari del Castillo: presidint tota la ciutat des d'un encastellat mirador, temple edificat en el segle xix sobre una ermita anterior, lloc sagrat des de la Reconquesta de Iecla i, encara avui, important centre de peregrinació per tots els *yeclanos i gents de la comarca; l'església compta amb una sola nau, capelles laterals i altar major, on es venera la imatge de la Puríssima Concepció "Verge del Castillo" i del Santíssim Crist del Sepulcre (Patrons de la ciutat).
- Església de San Francisco: construïda pels franciscans a principis del XVII; destaca la magnífica capella de la Verge de les Angoixes (segle xviii), una joia del barroc llevantí. Compta amb un camarín de sabor rococó, amb admirable azulejería i columnes salomónicas en les cantonades, donant efecte de baldaquí. En l'actualitat es troba en procés de restauració integral amb la finalitat d'albergar el museu iconogràfic de la Setmana Santa.
- Ermita de San Roque: temple mudèjar de nau única amb arcs de fàbrica i artesonado de fusta, datat a principis del XVI, sent el més antic de Iecla.
- Església del Nen Jesús: obra del segle xix aixecada sobre una antiga ermita, segons traçat de Justo Millán; tant l'interior com la façana, de l'eix central de la qual emergeix l'airós campanar, segueix una ornamentació de gust romà d'Orient.
- Església de La nostra Senyora dels Dolors: temple característic del barroc murcià (segle xviii), conegut popularment com a "Hospitalico".
- Cantos de la Visera I, II i III: Conjunt de santuaris amb art rupestre prehistòric, Art llevantí (10.000 anys) i Art esquemàtic (6.500 anys). Declarats Patrimoni Mundial per la UNESCO, 1998 Muntanya Arabí.
- Abric del Migdia: Santuari amb art rupestre prehistòric, Art esquemàtic (6.500 anys). Declarat Patrimoni Mundial per la UNESCO, 1998. Muntanya Arabí.
- Jaciment romà dels Torrejones.
- Jaciment àrab Madina Yakka.

### Festes
- Festes de la Verge: Tenen lloc del 6 al 8 de desembre, i se celebren en honor de la patrona de la ciutat, la Verge del Castillo. Estan declarades d'Interès Turístic Nacional i de Bé d'Interès Cultural Immaterial. Entre els seus nombrosos actes, la majoria instaurats des de fa segles, destaquen el Beneplàcit (acte en el qual es demana el permís a l'ajuntament, per celebrar les festes), Petó de la Bandera, la Alborada, la Baixada o la Minerva així com diverses desfilades en els quals es disparen salves de arcabuz en honor de la Patrona.Plantilla:Cr

- Setmana Santa: Es porta celebrant des d'almenys 1575, ja que s'esmenta en les Relacions enviades a Felipe II, estant la totalitat del poble inscrita en alguna de les 21 confraries existents llavors. Se sap que ja en el segle xvii els penitents sortien amb túnica i el rostre cobert. Durant el segle xix el nombre de confraries es redueix a 17, i a partir de 1856 es comencen a regular les desfilades, prenent una forma semblant a l'actual. Està declarada d'Interès Turístic Regional. És destacable la processó dels Farolicos en el Dimarts Sant i en la qual són protagonistes els nens que acompanyes a Crist Mort amb lucecicas; també destacanprocesiones.com la del Sant Enterrament amb l'acte de la Sepultura o la Processó de la Solitud entre moltes altres desfilades i actes. Quant a la iconografia destaca la talla de Ntra. Sra. de les Angoixes de Salzillo o la petita imatge del Crist de l'Adoració de la Creu o Cristico de l'escultor Esteve Bonet. La majoria de les imagenes van ser pastura de les flames en la fatídica tarda del 16 de març de 1936, per la qual cosa la resta de imagenes són de posterior creació i d'artistes com Ramos Corona entre d'altres.

- Festes de San Isidro: Se celebren a mitjan maig, amb desfilades i processons en honor de San Isidro, patró dels agricultors. Entre els actes destaquen l'Elecció de Reines i Dames, la Cavalcada de Carrosses i les Batalles de Flores.

- Fira de Setembre: Tradicionals festejos que se celebren des de la segona setmana de setembre i que compta amb nombroses activitats culturals i festives tals com a atraccions, casetes de festes, concerts, mercats ambulants i altres activitats de diversa índole.

- Els Judes: Se celebra la setmana de l'1 de maig i consisteix en revetlles populars en les quals es creen ninots satírics (els Judes), degustacions de plats típics juntament amb el Certamen Nacional de Teatre.

- Sant Blas: Celebracions que es duen a terme properes a la festivitat de Sant Blas, el 3 de febrer i que destaca la foguera del sant, en el dissabte a la tarda i la Processó de Sant Blas el diumenge, on participa tot el poble portant els tradicionals Pans Beneïts.

### Gastronomia
- Gaspatxo: El gaspatxo manxec és molt típic a Iecla. Els seus principals ingredients són: Coca (es fa amb farina i aigua), caragols serrans, conill o perdiu, pebrot vermell, xampinyons, tomàquet ralladt i oli d'oliva.

La seva preparació és senzilla: Se sofregeix el pebrot i xampinyons i es treu de la paella. Es tira la carn assaonada i es deixa sofregir bé. Se li afegeix el tomàquet i posteriorment es tira aigua fins a cobrir-ho. S'afegeix el pebrot, xampinyons amb els caragols i coca esmollada. Un quart d'hora al foc i llest.
- Empanada de patata: És típica de la Setmana Santa ieclana, es tracta d'unes delícies de patata, ou, pebrot, tonyina, tomàquet i pinyons embolicats en una fina massa i en forma de mitja lluna.[5]

- Libricos: Aquest dolç es compon de fines hòsties, entre les quals es disposen capes de mel o xocolata. A més aquestes hòsties estan decorades amb gravats que reprodueixen els llocs i monuments més representatius de la ciutat de Iecla.[6]

- Gachasmigas: Els seus ingredients bàsics són oli, alls, farina i aigua encara que també se li pot afegir salsitxes trossejades, botifarra, etc. El seu aspecte és d'una truita amb la crosta daurada. Sol menjar-se en la mateixa paella i acompanyada amb pa.

- Coques Fregides: Consisteix en una en massa fermentada amb llevat fregit en abundant oli. Es poden menjar amb sucre, sal, anxoves, mel, tomàquet, embotits, etc.

- Formatge Fregit amb Tomàquet: Formatge fresc de cabra fregit i acompanyat de tomàquet, també fregit, se li poden afegir salsitxes. Constitueixen una mescla exquisida d'extraordinària simplicitat.

- Pilotes: Constitueix el plat fort de la gastronomia ieclana. Elaborades amb pa ratllat remullat en aigua i llet, magre picat, pinyons, julivert i espècies, bullides en el brou del tradicional bullit.[7]

- Pa Beneït: Dolç típic de les festes de San Blas consistent en una espècie de tonya, més sobada i amb algunes variacions que s'adornen per damunt amb formes diverses de massa. S'adornen amb els típics Corbatins.

## Persones cèlebres
- Juan Oliver Astorga (Iecla 1733 - Madrid, 12 de febrer de 1830), destacat compositor preclàssic.
- José Luis Castillo-Puche, novelista.
- José Martínez Ruiz "Azorín", nascut a Monòver; va estudiar a Iecla, d'on era son pare. La localitat ix reflectida a les seues obres.
- Soledad i Juan Luis Giménez, membres del grup musical Presuntos Implicados
- Ricardo Martínez Muñoz, torero conegut com el "Yeclano". Nasqué el 13 de març de 1872.
- Concha Segura (1875-[...?]) cantant de sarsuela.